# Elizabeth Smylie
Elizabeth Marie Smylie, z domu Sayers (ur. 11 kwietnia 1963 w Perth) – australijska tenisistka, mistrzyni turniejów wielkoszlemowych w grze podwójnej i mieszanej.

## Kariera tenisowa
Australijska tenisistka wygrała trzy turnieje zawodowe w grze pojedynczej.  W 1987 rok osiągnęła ćwierćfinał (najlepsze osiągnięcie w turnieju wielkoszlemowym) podczas Australian Open, wygrała swój trzeci tytuł singlowy w Oklahoma City, doszła do trzeciej rundy podczas Wimbledonu i drugiej w US Open. Dzięki tym wynikom osiągnęła najwyższe miejsce w rankingu WTA Tour w singlu – w notowaniu z 14 września 1987 roku została sklasyfikowana na dwudziestym miejscu.
W rankingu gry podwójnej osiągnęła piątą pozycję (28 marca 1988). Wśród trzydziestu sześciu wygranych turniejów deblowych jest jeden tytuł wielkoszlemowy: Wimbledon 1985 z Kathy Jordan. Wygrała Turniej Mistrzyń w 1990 roku z tą samą tenisistką. Wspólnie z Jordan wygrała trzynaście turniejów deblowych WTA.
Wspólnie z Wendy Turnbull zdobyła brązowy medal podczas Letnich Igrzysk Olimpijskich w Seulu w 1988 roku.
Dwukrotnie otrzymała nagrodę WTA za powrót roku.
Na sportowej emeryturze pełniła między innymi funkcję dyrektora jednego z turniejów tenisowych kobiecych w Australii.

## Życie prywatne
Elizabeth Sayers pod koniec 1984 roku poślubiła sportowego managera Petera Smylie. Mają trójkę dzieci: Laurę, Jordana i Elvisa.

## Historia występów wielkoszlemowych
Legenda
     W, wygrany turniej
     F, przegrana w finale
     SF, przegrana w półfinale
     QF, przegrana w ćwierćfinale
     xR, przegrana w x rundzie
     Qx, przegrana w x rundzie eliminacji
     A, brak startu
     NH, turniej się nie odbył
Turniej Australian Open odbył się dwukrotnie w 1977 roku w (styczniu i grudniu), za to nie został rozegrany w 1986 roku.

### Występy w grze pojedynczej
| Australian Open        | 1R | A   | 1R  | 2R | 1R | 2R | NH  | QF | 1R  | 1R | 3R | 3R  | A   | 1R  | 1R  | 0 / 12 | 9 – 12  |  |  |  |  |  |  |  |  |  |
| French Open            | A  | A   | A   | 2R | 1R | A  | 1R  | 1R | A   | 1R | 1R | 1R  | A   | 1R  | A   | 0 / 8  | 1 – 8   |  |  |  |  |  |  |  |  |  |
| Wimbledon              | A  | 2R  | 1R  | 1R | 4R | 4R | 3R  | 3R | 1R  | 3R | 1R | 3R  | A   | 2R  | 1R  | 0 / 13 | 16 – 13 |  |  |  |  |  |  |  |  |  |
| US Open                | A  | 1R  | A   | 1R | 1R | 1R | 2R  | 2R | A   | 2R | 1R | 1R  | A   | 1R  | A   | 0 / 10 | 3 – 10  |  |  |  |  |  |  |  |  |  |
|                        |    |     |     |    |    |    |     |    |     |    |    |     |     |     |     |        |         |  |  |  |  |  |  |  |  |  |
| Ranking na koniec roku | 96 | 225 | 115 | 73 | 36 | 43 | 114 | 27 | 154 | 66 | 53 | 115 | 336 | 119 | 194 | 0 / 43 | 29 – 43 |  |  |  |  |  |  |  |  |  |

### Występy w grze podwójnej
| Australian Open        | QF                  | 2R                  | 1R                  | 2R                  | 1R | 2R | NH | 1R | SF | QF | 3R | QF | A  | F  | SF | A | 1R | 1R | 0 / 15 | 26 – 15  |  |  |  |  |  |  |  |
| French Open            | A                   | A                   | 3R                  | 2R                  | SF | A  | A  | QF | A  | 1R | 2R | 2R | A  | 2R | 2R | A | 3R | A  | 0 / 10 | 16 – 10  |  |  |  |  |  |  |  |
| Wimbledon              | A                   | 1R                  | 1R                  | 1R                  | 2R | W  | QF | F  | QF | 3R | F  | 3R | 1R | SF | QF | A | SF | 1R | 1 / 16 | 38 – 14  |  |  |  |  |  |  |  |
| US Open                | A                   | 1R                  | 2R                  | 3R                  | 3R | 2R | QF | F  | 1R | 2R | SF | 2R | 2R | 3R | 3R | A | 1R | A  | 0 / 15 | 25 – 15  |  |  |  |  |  |  |  |
|                        |                     |                     |                     |                     |    |    |    |    |    |    |    |    |    |    |    |   |    |    |        |          |  |  |  |  |  |  |  |
| Ranking na koniec roku | nie był publikowany | nie był publikowany | nie był publikowany | nie był publikowany | 13 | 7  | 8  | 8  | 20 | 12 | 10 | 14 | 54 | 9  | 13 | – | 27 | –  | 1 / 56 | 105 – 54 |  |  |  |  |  |  |  |

### Występy w grze mieszanej
| Australian Open | turniej nie był rozgrywany | turniej nie był rozgrywany | turniej nie był rozgrywany | turniej nie był rozgrywany | turniej nie był rozgrywany | turniej nie był rozgrywany | turniej nie był rozgrywany | 2R | QF | QF | SF | SF | A  | QF | 2R | A | 1R | 1R | 0 / 9  | 13 – 9  |  |  |  |  |  |  |  |
| French Open     | A                          | A                          | A                          | 2R                         | QF                         | A                          | A                          | 1R | A  | A  | 3R | A  | A  | SF | 2R | A | A  | A  | 0 / 6  | 8 – 6   |  |  |  |  |  |  |  |
| Wimbledon       | A                          | A                          | A                          | A                          | SF                         | F                          | QF                         | QF | SF | 2R | F  | W  | 2R | 3R | QF | A | 3R | A  | 1 / 12 | 37 – 11 |  |  |  |  |  |  |  |
| US Open         | A                          | A                          | A                          | W                          | F                          | F                          | SF                         | 2R | F  | 2R | W  | 2R | 1R | 2R | 1R | A | 1R | A  | 2 / 13 | 30 – 11 |  |  |  |  |  |  |  |
|                 |                            |                            |                            |                            |                            |                            |                            |    |    |    |    |    |    |    |    |   |    |    |        |         |  |  |  |  |  |  |  |
|                 |                            |                            |                            |                            |                            |                            |                            |    |    |    |    |    |    |    |    |   |    |    | 3 / 40 | 88 – 37 |  |  |  |  |  |  |  |

## Finały turniejów WTA
| Legenda                   | Legenda |
| ------------------------- | ------- |
| Wielki Szlem              |         |
| Igrzyska olimpijskie      |         |
| WTA Tour Championships    |         |
| WTA Doubles Championships |         |
| 1971 – 1987               |         |
| Virginia Slims Circuit    |         |
| Grand Prix Series         |         |
| Colgate Series            |         |
| 1988 – 2008               |         |
| Kategoria I               |         |
| Kategoria II              |         |
| Kategoria III             |         |
| Kategoria IV              |         |
| Kategoria V               |         |

### Gra pojedyncza 6 (3–3)
| Końcowy wynik | Nr | Data              | Turniej       | Nawierzchnia  | Przeciwniczka      | Wynik finału  |
| ------------- | -- | ----------------- | ------------- | ------------- | ------------------ | ------------- |
| Zwyciężczyni  | 1. | 2 maja 1982       | Sardynia      | Ceglana       | Dana Gilbert       | 6:3, 6:0      |
| Zwyciężczyni  | 2. | 25 września 1983  | Kansas City   | Twarda        | Anne Minter        | 6:3, 6:1      |
| Finalistka    | 1. | 18 listopada 1984 | Brisbane      | Trawiasta     | Helena Suková      | 4:6, 4:6      |
| Zwyciężczyni  | 3. | 15 lutego 1987    | Oklahoma City | Twarda (hala) | Lori McNeil        | 4:6, 6:3, 7:5 |
| Finalistka    | 2. | 23 kwietnia 1989  | Tokio         | Twarda        | Kumiko Okamoto     | 4:6, 2:6      |
| Finalistka    | 3. | 15 kwietnia 1990  | Tokio         | Twarda        | Catarina Lindqvist | 3:6, 2:6      |

### Gra mieszana 9 (4–5)
| Końcowy wynik | Nr | Data             | Turniej   | Nawierzchnia | Partner         | Przeciwnicy                         | Wynik finału  |
| ------------- | -- | ---------------- | --------- | ------------ | --------------- | ----------------------------------- | ------------- |
| Zwyciężczyni  | 1. | 10 września 1983 | US Open   | Twarda       | John Fitzgerald | Barbara Potter Ferdi Taygan         | 3:6, 6:3, 6:4 |
| Finalistka    | 1. | 8 września 1984  | US Open   | Twarda       | John Fitzgerald | Manuela Maleewa Tom Gullikson       | 6:2, 5:7, 4:6 |
| Finalistka    | 2. | 6 lipca 1985     | Wimbledon | Trawiasta    | John Fitzgerald | Martina Navrátilová Paul McNamee    | 5:7, 6:4, 2:6 |
| Finalistka    | 3. | 7 września 1985  | US Open   | Twarda       | John Fitzgerald | Martina Navrátilová Heinz Günthardt | 3:6, 4:6      |
| Zwyciężczyni  | 2. | 22 lutego 1986   | Miami     | Twarda       | John Fitzgerald | Steffi Graf Emilio Sánchez          | 6:4, 7:5      |
| Finalistka    | 4. | 10 września 1988 | US Open   | Twarda       | John McEnroe    | Jana Novotná Jim Pugh               | 5:7, 3:6      |
| Finalistka    | 5. | 7 lipca 1990     | Wimbledon | Trawiasta    | John Fitzgerald | Zina Garrison Rick Leach            | 5:7, 2:6      |
| Zwyciężczyni  | 3. | 9 września 1990  | US Open   | Twarda       | Todd Woodbridge | Natalla Zwierawa Jim Pugh           | 6:4, 6:2      |
| Zwyciężczyni  | 4. | 6 lipca 1991     | Wimbledon | Trawiasta    | John Fitzgerald | Natalla Zwierawa Jim Pugh           | 7:6(4), 6:2   |

## Występy w Turnieju Mistrzyń

### W grze podwójnej
| Rok           | Rezultat    | Partnerka      | Przeciwniczki                           | Wynik         |
| 1986 (marzec) | Ćwierćfinał | Kathy Jordan   | Swietłana Parchomienko Łarysa Sawczenko | 5:7, 6:2, 2:6 |
| 1989          | Półfinał    | Wendy Turnbull | Martina Navrátilová Pam Shriver         | 1:6, 1:6      |
| 1990          | Zwycięstwo  | Kathy Jordan   | Mercedes Paz Arantxa Sánchez Vicario    | 7:6(4), 6:4   |
| 1991          | Ćwierćfinał | Nicole Provis  | Gigi Fernández Jana Novotná             | 3:6, 4:6      |
| 1993          | Półfinał    | Pam Shriver    | Gigi Fernández Natalla Zwierawa         | 1:6, 2:6      |
| 1994          | Ćwierćfinał | Pam Shriver    | Gigi Fernández Natalla Zwierawa         | 0:6, 4:6      |
| 1996          | Ćwierćfinał | Linda Wild     | Gigi Fernández Natalla Zwierawa         | 1:6, 2:6      |

## Występy w turnieju WTA Doubles Championships
| Rok  | Rezultat    | Partnerka      | Przeciwniczki                          | Wynik            |
| 1984 | Finał       | Barbara Jordan | Ann Kiyomura Pam Shriver               | 3:6, 7:6(7), 3:6 |
| 1985 | Zwycięstwo  | Kathy Jordan   | Betsy Nagelsen Anne White              | 4:6, 7:5, 6:2    |
| 1986 | Finał       | Kathy Jordan   | Barbara Potter Pam Shriver             | 4:6, 3:6         |
| 1987 | Ćwierćfinał | Betsy Nagelsen | Sandy Collins Sharon Walsh             | 6:2, 6:7(3), 2:6 |
| 1988 | Półfinał    | Eva Pfaff      | Katrina Adams Zina Garrison            | 6:2, 0:6, 2:6    |
| 1989 | Finał       | Wendy Turnbull | Gigi Fernández Robin White             | 2:6, 2:6         |
| 1990 | Ćwierćfinał | Kathy Jordan   | Manon Bollegraf Meredith McGrath       | 2:6, 7:5, 4:6    |
| 1991 | Półfinał    | Kathy Jordan   | Gigi Fernández Helena Suková           | 6:4, 4:6, 1:6    |
| 1993 | Półfinał    | Pam Shriver    | Łarysa Neiland Arantxa Sánchez Vicario | 5:7, 5:7         |
| 1994 | Ćwierćfinał | Łarysa Neiland | Tracy Austin Pam Shriver               | 3:6, 5:7         |

## Występy w igrzyskach olimpijskich

### Gra pojedyncza
| Runda                                                                     | Przeciwniczka           | Wynik       |  |
| ------------------------------------------------------------------------- | ----------------------- | ----------- |  |
|                                                                           |                         |             |  |
| Letnie Igrzyska Olimpijskie w Seulu 1988, reprezentując państwo Australia |                         |             |  |
| I runda                                                                   | Włochy: Raffaella Reggi | 6:7(3), 0:6 |  |

### Gra podwójna
| Runda                                                                     | Partnerka      | Przeciwniczki                                     | Wynik         |
| ------------------------------------------------------------------------- | -------------- | ------------------------------------------------- | ------------- |
|                                                                           |                |                                                   |               |
| Letnie Igrzyska Olimpijskie w Seulu 1988, reprezentując państwo Australia |                |                                                   |               |
| I runda                                                                   | Wendy Turnbull | Bułgaria Katerina Maleewa / Manuela Maleewa       | 6:2, 3:6, 6:0 |
| Ćwierćfinał                                                               | Wendy Turnbull | ZSRR Łarysa Sawczenko / Natalla Zwierawa [4]      | 6:3, 6:2      |
| Półfinał                                                                  | Wendy Turnbull | Stany Zjednoczone Zina Garrison / Pam Shriver [1] | 6:7(5), 4:6   |
| O brązowy medal                                                           | Wendy Turnbull | RFN Steffi Graf / Claudia Kohde-Kilsch [2]        | nierozgrywany |